# 小川マリ

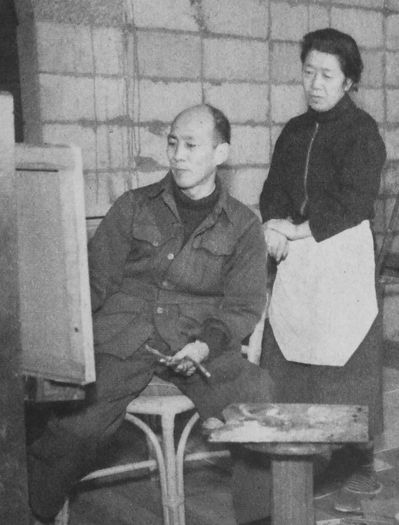
夫・三雲祥之助とともに（1955年）

小川 マリ（おがわ まり、1901年10月13日 - 2006年5月8日）は、日本の洋画家。日本の女性洋画家の草分け。本名は三雲 マリ。夫は三雲祥之助。

## 来歴
北海道札幌市出身。父は北海道で最初の百貨店である五番館を設立した小川二郎。兄は北海道開発局2代目局長を務めた小川譲二。庁立札幌高等女学校（現北海道札幌北高等学校）、東京女子大学卒業。大学職員として勤務しながら、武蔵野の風景に魅せられ、独学で洋画を始める。1932年に独立美術協会展に初入選し、1938年頃から画業に専念。
太平洋戦争中は札幌に疎開し、1945年に三雲祥之助と結婚。夫婦で全道美術協会（全道展）創立に参画。札幌洋画研究所の講師も夫婦で務めた。その後東京に戻り、1950年に春陽会初の女性会員となる。
2006年5月8日に虚血性心疾患で死去した。享年104。